# Donji Stupanj
Donji Stupanj (en serbe cyrillique : Доњи Ступањ) est un village de Serbie situé dans la municipalité d'Aleksandrovac, district de Rasina. Au recensement de 2011, il comptait 947 habitants.

## Démographie

### Évolution historique de la population
| 1948  | 1953  | 1961  | 1971  | 1981  | 1991  | 2002  | 2011 |
| ----- | ----- | ----- | ----- | ----- | ----- | ----- | ---- |
| 1 520 | 1 622 | 1 589 | 1 414 | 1 344 | 1 243 | 1 068 | 947  |

|  |